# Kevin DuBrow
Kevin Mark DuBrow, född 29 oktober 1955 i Hollywood, Los Angeles, Kalifornien, död 25 november 2007 i Las Vegas, Nevada, var en amerikansk hårdrockssångare, mest känd som sångare och frontman i heavy metal-gruppen Quiet Riot. 
DuBrow var sångare i Quiet Riot från 1975, med några korta uppehåll. Han utgav även några soloalbum, bland andra In for the Kill (2004).
DuBrow hittades död i sitt hus i Las Vegas 25 november 2007 och dödsorsaken var enligt polisen en överdos kokain. Vänner hade inte kunnat kontakta DuBrow på en vecka och han kan ha varit död redan 19 november.

## Diskografi
Studioabum med Quiet Riot
- 1977 – Quiet Riot
- 1978 – Quiet Riot II
- 1983 – Metal Health
- 1984 – Condition Critical
- 1986 – QRIII
- 1988 – QR
- 1993 – Terrified
- 1995 – Down to the Bone
- 1999 – Alive and Well
- 2001 – Guilty Pleasures
- 2006 – Rehab

Soloalbum
- 2004 – In for the Kill